# Майк Гейдек
Майк Гейдек (нім. Maik Heydeck; 8 вересня 1965) — німецький боксер, призер чемпіонату світу серед аматорів.

## Аматорська кар'єра
На чемпіонаті Європи 1987 програв в першому бою поляку Анджею Ґолоті.
На Олімпійських іграх 1988 переміг Хуана Антоніо Діаса (Аргентина) і програв Пек Хьон Ман (Південна Корея).
На чемпіонаті світу 1989 перейшов у надважку категорію і завоював бронзову медаль.
- У чвертьфіналі переміг Іштвана Шикора (Угорщина) — 20-8
- У півфіналі програв Роберто Баладо (Куба) — 2-20

На Іграх доброї волі 1990 завоював бронзову медаль, програвши у півфіналі Ларрі Дональду (США).